# استنلی شوولر
استنلی شوولر (انگلیسی: Stanley Shoveller; ۱ ژانویهٔ ۱۸۸۱ – ۱ ژانویهٔ ۱۹۵۹) بازیکن هاکی روی چمن اهل بریتانیا بود.